# Gazanfer Ağa
Gazanfer Ağa (Venezia, ... – Costantinopoli, 3 gennaio 1603) è stato un politico italiano-ottomano. Nato nella nobile famiglia veneziana dei Michiel, fu confidente del sultano ottomano Selim II e sua moglie Nurbanu Sultan, e Kapıağası (capo degli eunuchi bianchi) del Palazzo Imperiale di Topkapı.

## Biografia
Nacque come patrizio nella Serenissima Repubblica di Venezia, dal funzionario Giacomo Michiel e sua moglie Franceschina Zorzi. Aveva un fratello e due sorelle, fra cui Beatrice Michiel. Nel 1559, mentre era diretto con la famiglia a Buda via mare, dove il padre era impiegato come cancelliere, venne catturato dai pirati. La madre riuscì a riscattare le figlie e a tornare con loro a Venezia, ma i maschi furono portati a Costantinopoli, dove entrarono nella scuola del Gran Serraglio. Fatti convertire all'Islam e sottoposti alla castrazione, presero i nomi di Gazanfer e Cafer.
Vennero destinati alla corte di Şehzade Selim,   poi salito al trono con il nome di Selim II, entrando a far parte della sua cerchia ristretta e di quella della sua favorita Nurbanu Sultan.  Le cronache ottomane dicono che Cafer non sopravvisse all'operazione, ma fonti d'archivio testimoniano che nel 1577 divenne odabaşı (capo della camera) del sultano. Gazanfer divenne invece kapıağası, ovvero Capo degli Eunuchi Bianchi, che servivano il sultano, i principi e fungevano da collegamento fra questi e le concubine dell'harem. Il servizio interno dell'harem era invece affidato agli Eunuchi Neri. 
Selim era al tempo già scomparso da tre anni e l'Impero ottomano era in mano a suo figlio Murad III, con l'appoggio della madre, la valide sultan Nurbanu. È quindi lecito supporre che la nomina di Gazanfer a capo del servizio interno (Enderûn) del Serraglio sia stato dovuto alla sua alleanza con la Valide che secondo alcuni storici sarebbe stata essa stessa di origini veneziane. Alla scomparsa della valide (1583), Gazanfer seppe comunque allearsi con la haseki di Murad, Safiye, pure acerrima nemica della defunta regina-madre e destinata a diventare il vero potere dell'Impero  durante il regno di suo figlio Mehmed III .
Riuscito col fratello a ricontattare la famiglia d'origine, invitò la madre a recarsi in visita a Costantinopoli per due anni. In seguito, venne raggiunto dalla sorella Beatrice, in fuga da un matrimonio infelice, che convinse a convertirsi all'Islam con il nome di Fatma Hatun e a sposare un suo protetto, Ali Ağa, cui procurò la carica di capo dei giannizzeri. Venne raggiunto anche da uno dei figli di Beatrice, Giacomo Bianci, che si convertì col nome di Mehmed e diventò uno dei compagni del sultano Murad IV. 
Nonostante le sue origini, Gazanfer fu sempre molto cauto nei confronti dei veneziani, temendo di esporsi a loro favore, al contrario della sorella, che lavorò attivamente come spia a favore della Serenissima Repubblica di Venezia,  anche se, in un momento di crisi, pensò di depositare in salvo parte dei suoi soldi nella Zecca di San Marco.
Morì il 3 gennaio 1603, in una rivolta che vide uniti per la prima volta giannizzeri, sipahi e ʿulamāʾ contro il governo occulto di Safiye Sultan, la quale era estremamente impopolare presso l'esercito. Fu decapitato davanti al sultano Mehmed III, che piangeva seduto sulla soglia della terza porta del Topkapı, assieme al kızlarağası (capo degli eunuchi neri) Osman Ağa, a suo fratello Cafer e al marito di Beatrice.